# Ebensee am Traunsee
Ebensee am Traunsee je městys v rakouské spolkové zemi Horní Rakousy, v okrese Gmunden. Leží na jižním okraji Travenského jezera. K 1. lednu 2016 zde žilo 7739 obyvatel. Během druhé světové války se zde nacházel koncentrační tábor Ebensee, v němž bylo v letech 1943–1945 vězněno přibližně 27 000 osob.

## Administrativní členění
Městys má 11 místních částí (v závorkách počet obyvatel k 1. lednu 2015):
- Ebensee (4121)
- Kohlstatt (312)
- Lahnstein (118)
- Langwies (584)
- Oberlangbath (371)
- Offensee (9)
- Plankau (267)
- Rindbach (568)
- Roith (952)
- Trauneck (148)
- Unterlangbath (229)

## Partnerská města
- Prato (Itálie), od roku 1988
- Zawiercie (Polsko), od roku 2013[3]